# The Living City
The Living City (deutsch Die lebendige Stadt) ist ein US-amerikanischer Dokumentar-Kurzfilm von Haskell Wexler aus dem Jahr 1953, der in seiner Sparte für einen Oscar nominiert war.

## Inhalt
Thematisiert wird die Verseuchung amerikanischer Großstädte wie Chicago, Baltimore, Philadelphia und Pittsburgh hinsichtlich der Probleme in Bezug auf anfallenden Müll, auf Überlastung durch Verkehrsprobleme oder beim Auftreten von Krankheiten begünstigt durch fehlende Hygienevorschriften, Luftverschmutzung und Lärm. Auch eine schlechte Qualität der kommunalen Dienstleistungen, hohe Steuern, Verkehrsstaus und falsche Werte führten zur Belastung der Stadtbewohner. Ein großes Problem stellten zudem Elendsviertel dar, die deutlich machen würden, welche Auswirkungen Chaos und planlose Überlastung haben könnten. Widerstand gegen Veränderungen bestehender sozialer Beziehungen, rassistische Vorurteile, mangelnde Bausubstanz, geringe Wertsteigerungen für neues Eigentum im Vergleich zu anderen lukrativeren Investitionen und hohe Kosten für Erneuerungsmaßnahmen seien ein weiteres Problem.
Zurückgegangen wird in der Geschichte der Städte ins frühe 19. Jahrhundert, als viele Dinge nur mit Wasserkraft, Hilfe von Tieren und Arbeitskraft zu bewältigen waren. So enthält der Film Szenen aus St. Louis im Jahr 1890. Eingebunden sind kurze Spielfilmszenen, die die sukzessive Entwicklung verdeutlichen sollen.
Coleans Grundannahme ist, dass eine Stadt einem Organismus ähnelt, indem sie einen natürlichen Entwicklungsverlauf hat, der, wenn er nicht unterbrochen wird, zu einer ständigen Erneuerung seiner physischen und ökonomischen Struktur führe. Colean empfiehlt ein Neun-Punkte-Programm, das zur Beseitigung der festgestellten Hemmnisse beitragen könne. Zudem sei eine lebendige Stadt niemals fertig, sondern steten Veränderungen unterworfen.

## Produktionsnotizen
Der in Chicago im Bundesstaat Illinois gedrehte Film wurde von Encyclopædia Britannica Films und Twentieth Century Fund produziert in Zusammenarbeit mit Miles L. Colean, Autor von Renewing our Cities.

## Auszeichnung
John Barnes war auf der Oscarverleihung 1954 mit dem Film in der Kategorie „Bester Dokumentar-Kurzfilm“ für die Trophäe nominiert, musste sich jedoch Walt Disney und dessen Film The Alaskan Eskimo geschlagen geben, in dem es um die Lebensbedingungen der Eskimos in Alaska geht.